# 六氟锑酸二氟合氯
六氟锑酸二氟合氯是一种无机化合物，化学式为ClF2SbF6，它是离子化合物，由[ClF2]+和[SbF6]−构成。它是单斜晶系晶体，空间群P1。它可由五氟化锑和过量的三氟化氯反应得到。
六氟锑酸二氟合氯可以和单盐酸肼（N2H4·HCl）发生爆炸性反应。